# Madleinalpe
Die Madleinalpe ist eine Alm im  Verwall in Tirol. Sie gehört zur Gemeinde Ischgl im Paznaun, Bezirk Landeck.

## Lage und Landschaft
Die Alp liegt nordwestlich oberhalb des Ortes Ischgl. Sie ist ein ausgedehntes Alpgebiet in einem Karkessel mit 3½ Kilometer Durchmesser. Die Alphütten liegen auf um die 1610 m ü. A., von dort erstrecken sich die Weidegründe nordöstlich hinauf in das Kar, das halbkreisförmig von Lattenkopf (2454 m ü. A.), Madleinkopf (2907 m ü. A., der Hausberg von Ischgl), den Schönpleisköpfen (Nördlicher 2243 m ü. A., Südlicher 2920 m ü. A.), Küchlspitze (3147 m ü. A.), Rautekopf (2825 m ü. A.), den Seeköpfen (Nördlicher 3061 m ü. A.) und dem Mutmanör (Gipfel 2723 m ü. A.) umschlossen ist.
Auf der Madleinalpe liegt auf 2437 m ü. A. der Madleinsee, der dann über den Madleinbach ins Tal entwässert. Es finden sich noch weitere kleine Karseen auf der Alm.

## Geschichte, Bewirtschaftung und Erschließung
Die Alpe ist eine Alminteressentschaft, die aus etlichen Kleinalmen entstand, einige von diesen sind als Voralmen erhalten geblieben.
Das Mutmanör, die orographisch linke Flanke des Kessels, und etwas weniger gefährlich der Katzenkrätzer, die rechte Flanke, sind die Anrisszonen der Madleinlawine, der Lawine, die den Ort Ischgl bedroht und alleine achtmal im letzten Jahrhundert zu schweren Schäden geführt hat. Insbesondere das Mutmanör wurde in den letzten Jahren aufwändig verbaut.
Von Ischgl herauf erreicht man über den Madleinsee und die Doppelseescharte (2786 m ü. A.) nach Norden die Darmstädter Hütte, desgleichen etwas unwegsamer über das Rautejöchli (2757 m ü. A.). Das Schönpleisjöchli (2809 m ü. A.) führt hinüber in das Fasultal und das St.-Antoner Verwalltal.